# ناحیه بولینگ گرین، شهرستان فایت، ایلینوی
ناحیه بولینگ گرین (به انگلیسی: Bowling Green Township) یک منطقهٔ مسکونی در ایالات متحده آمریکا است که در شهرستان فایتی، ایلینوی واقع شده‌است. ناحیه بولینگ گرین ۱۶۹ متر بالاتر از سطح دریا واقع شده‌است.